# Eiao-szigeti tengerilégykapó
Az Eiao-szigeti tengerilégykapó (Pomarea fluxa) a madarak (Aves) osztályának verébalakúak (Passeriformes) rendjébe, ezen belül a császárlégykapó-félék (Monarchidae) családjába tartozó kihalt faj.

## Előfordulása
Az Eiao-szigeti tengerilégykapó Francia Polinézia egyik endemikus madara volt, amely mára már kihalt. Egyes rendszerező szerint a kihalt Eiao-szigeti tengerilégykapó és a még létező Ua Huka-szigeti tengerilégykapó (Pomarea iphis) (Murphy & Mathews, 1928) ugyanabba a fajba tartozik, tehát, ha ez igaz, akkor e madárfaj még most is él.

## Életmódja és kihalása
Ez a madárfaj egyaránt kedvelte a száraz erdőket és a nedves bozótosokat is. Az élőhelyének elvesztése miatt kihalt. Utoljára 1977-ben látták.

## Fordítás
- Ez a szócikk részben vagy egészben  az   Eiao Monarch című angol Wikipédia-szócikk ezen változatának fordításán alapul.  Az eredeti cikk szerkesztőit annak laptörténete sorolja fel. Ez a jelzés csupán a megfogalmazás eredetét és a szerzői jogokat jelzi, nem szolgál a cikkben szereplő információk forrásmegjelöléseként.